# 地球宪章
《地球宪章》 是一部国际性宣言。它由一系列基本的价值观与原则组成，旨在为建设一个公正、可持续与和平的21世纪国际社会提供强有力的支柱。《地球宪章》在旷日持久的国际性讨论、磋商下诞生，并受到了来自世界各地成百上千民众与组织的支持与签署。《宪章》“致力于激励人们形成一种新意识，那就是：为实现整个人类大家庭的康乐安宁、社区生活质量的不断提高、子孙后代的美好生活，全世界人民应该团结起来共同承担责任和义务。”它号召全人类在这个历史性的关节时刻团结起来，形成全球性的合作。《地球宪章》的伦理道德愿景提倡环境保护、人权、人类平等发展及和平是相互依存不可分割的。《地球宪章》希望希望提供一个新的框架来思考或解决这些问题。地球宪章倡议组织推进《地球宪章》的发展。